# Strychnos brachistantha
Strychnos brachistantha är en tvåhjärtbladig växtart som beskrevs av Standley. Strychnos brachistantha ingår i släktet Strychnos och familjen Loganiaceae. Inga underarter finns listade i Catalogue of Life.